# First People of the Kalahari
First People of Kalahari (FPK) - organizacja Buszmenów w Botswanie, działająca na rzecz praw ludów tubylczych, zwłaszcza prawa do ich historycznego terytorium i zachowania tradycyjnego stylu życia. W latach 1997 oraz 2002 rząd Botswany zmusił ich do opuszczenia swoich ziem i zamieszkania w nowym mieście New Xade. Organizacja First People of Kalahari sprzeciwia się tym działaniom, żądając umożliwienia im powrotu na swoje ziemie.  
Organizacja została założona w 1991, zarejestrowana w 1992, a oficjalnie uznana w 1993. Jej przewodniczącym jest Roy Sesana, który stał się główną postacią w sporze między Buszmenami a rządem. W grudniu 2006 Sąd Najwyższy Botswany uznał, że działania rządu przeciw Buszmenom były bezprawne.
W 2005 Roy Sesana i organizacja First People of the Kalahari otrzymali nagrodę Right Livelihood "za opór przeciwko wysiedlaniu z ich pierwotnych ziem oraz za obronę swego prawa do tradycyjnego stylu życia".   